# Rhona Mitra
Rhona Natasha Mitra (Londres, 9 de agosto de 1976) es una actriz, exmodelo y cantante británica.

## Biografía

### Primeros años
Mitra nació en Paddington, Londres, Inglaterra, hija de Nora y Anthony Mitra, un reconocido cirujano plástico. Tiene dos hermanos, uno mayor y otro menor que ella. Su padre es de ascendencia india; mientras que su madre es irlandesa. En 1984, cuando Mitra tenía ocho años, sus padres se divorciaron y, formando parte del nuevo cambio de vida, fue enviada a un internado. Pasó varios años yendo a dos escuelas femeninas distintas, incluyendo Roedean School, pero Mitra afirma que fue finalmente expulsada de ambas. Una de sus frases al respecto ha sido: "Fui expulsada de Roedean por robar el coche de un alumno de sexto año y conducir hasta la escuela de los chicos. Tenía sólo 14 años. Dejé relleno bajo mis sábanas para hacer creer que estaba durmiendo, pero un amigo mío me descubrió y la directora me pilló. Me llevaron a una habitación con rejas en las ventanas para castigarme. Fui recluida allí durante una semana, con la única distracción de un rosario, tomando la cena en bandejas. La única vez que salí tuve que confesarme al sacerdote de la escuela. Después de eso, me expulsaron. En la siguiente escuela, las otras chicas solían culparme cuando les cogían haciendo fechorías, por lo que los padres de los alumnos escribieron al colegio, diciendo que no me querían allí. Empecé el período de exámenes en Londres, y los hice bien." Londres es la ciudad donde Mitra conoció a un joven estadounidense llamado John Arriaga, y reconoce que se enamoró de él durante esas vacaciones. "Será el único amor verdadero en mi vida". Rhona habló de ello en una entrevista a una famosa revista: "Intenté buscarle cuando fui seleccionada para el reparto de Boston Legal, pero me enteré de que estaba casado, y fue parte de la razón por la que dejé la serie."

### Carrera

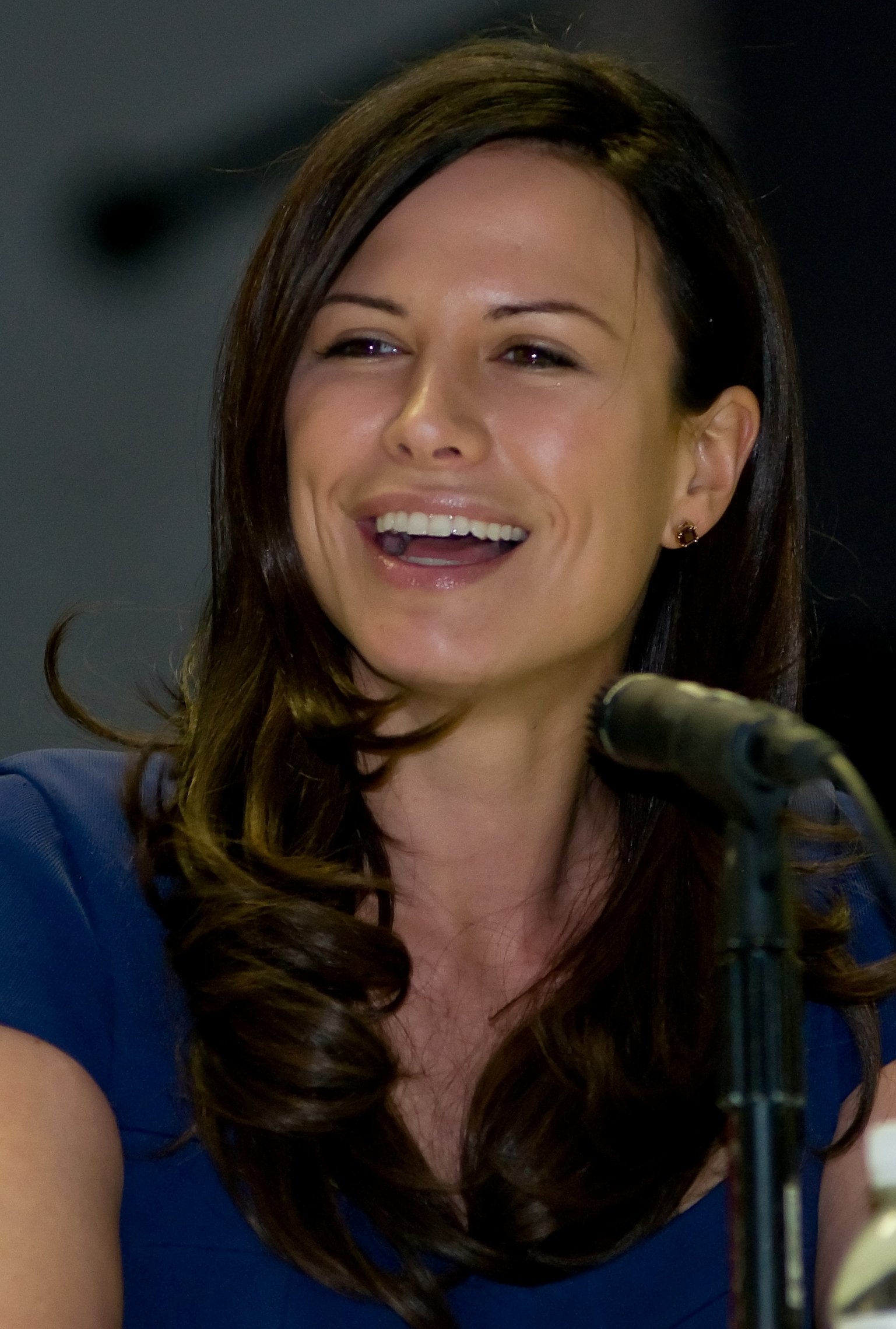
Mitra en 2009.

Probablemente su primera exposición al público estadounidense vino del ilícito interés de Scott Wolf en la serie estadounidense Party of Five. En 2000, Mitra tuvo un pequeño papel, sin texto, como víctima del villano protagonista en la película El hombre sin sombra (la mujer que mira Kevin Bacon a través de la ventana de su departamento, mientras ésta se cambia de ropa). Apareció en la última temporada de The Practice, interpretando el papel de Tara Wilson y continuó interpretando dicho personaje dentro del spin-off de la serie, Boston Legal, pero no estuvo mucho tiempo, marchándose en la segunda temporada. También apareció como la segunda modelo que encarnaba al personaje protagonista de la serie de videojuegos Tomb Raider, Lara Croft, después de Nathalie Cook. Mitra quedó en el puesto n.º 46 en el top de la revista masculina Maxim, en referencia a las chicas más sexys de 2001. En 2004, Rhona se convierte en Varinia en Espartaco, la bella esposa del tracio que guio la mayor rebelión de los esclavos contra la antigua Roma. En 2005, Rhona Mitra interpretó un pequeño papel, haciendo de Kit McGraw en la tercera temporada de la serie Nip/Tuck.
En 2008, Mitra fue seleccionada para el personaje principal de la película de ciencia ficción Doomsday como la Comandante Eden Sinclair, y en 2009 continuó protagonizando papeles principales en Underworld: Rise of the Lycans, encarnando a Sonja, la hija del poderoso vampiro mayor Viktor, interpretado por Bill Nighy.
En 2014 forma parte del elenco protagónico de la serie posapocalíptica de TV The Last Ship como la doctora del CDC Rachel Scott, estando como una protagonista principal en las dos primeras temporadas.
Recientemente en 2017, aparece en otra serie posapocalíptica: The Strain, como Charlotte, compañera y pareja de Fet (Kevin Durand) en búsqueda de armas nucleares para destruir a los strigois.

## Filmografía

### Cine y televisión
| Año         | Título                              | Personaje                           |
| ----------- | ----------------------------------- | ----------------------------------- |
| 1995        | Ghostbusters of East Finchley       | Cass (acreditada como "Rona Mitra") |
| 1996        | The Bill                            | Sarah Wickes                        |
| 1997        | Lust for Glorious                   | Chica francesa #1                   |
| 1997        | The Man Who Made Husbands Jealous   | Flora Seymour                       |
| 1998        | The Pepsi Chart                     | Ella misma (copresentadora)         |
| 1998        | A Kid in Aladdin's Palace           | Sheherazade                         |
| 1998        | Croupier                            | Chica normal                        |
| 1998        | Monk Dawson                         | Mollie                              |
| 1999        | How to Breed Gibbons                | Juliet                              |
| 1999        | Beowulf                             | Kyra                                |
| 2000        | Secret Agent Man                    | Lacey Sullivan                      |
| 2000        | Get Carter                          | Geraldine                           |
| 2000        | Gideon's Crossing                   | Dra. Alexandra 'Ollie' Klein        |
| 2000        | Party of Five                       | Holly Begins                        |
| 2000        | El hombre sin sombra                | Vecina de Sebastian                 |
| 2002        | Ali G anda suelto                   | Kate Hedges                         |
| 2002        | Sweet Home Alabama                  | Tabatha Wadmore-Smith               |
| 2003        | Highwaymen                          | Molly                               |
| 2003        | The Life of David Gale              | Berlin                              |
| 2003        | Pegado a ti                         | Chica sexy en la parada de autobús  |
| 2003        | The Practice                        | Tara Wilson                         |
| 2004        | Espartaco                           | Varinia                             |
| 2004        | Boston Legal                        | Tara Wilson                         |
| 2005        | Nip/Tuck                            | Detective Kit McGraw                |
| 2006        | Skinwalkers                         | Rachel Talbot                       |
| 2007        | El número 23                        | Laura Tollins                       |
| 2007        | El tirador                          | Alourdes Galindo                    |
| 2008        | Doomsday - El día del juicio final  | Eden Sinclair                       |
| 2009        | Underworld: Rise of the Lycans      | Sonja                               |
| 2009        | Stolen Lives                        | Barbara                             |
| 2009        | Separation City                     | Katrien                             |
| 2009        | Stargate Universe                   | Kiva                                |
| 2009        | Re-Uniting the Rubins               | Andie Rubins                        |
| 2010        | The Gates                           | Claire Radcliff                     |
| 2012        | Crisis Point                        | Cameron Grainger                    |
| 2012 - 2013 | Strike Back (serie de televisión)   | Mayor Rachel Dalton                 |
| 2014 - 2016 | The Last Ship (serie de televisión) | Dra. Rachel Scott                   |
| 2014        | The Loft                            | Alison Wanowen                      |
| 2017        | The Strain                          | Charlotte                           |
| 2018        | Supergirl (temporada 4)             | Mercedes "Mercy" Graves             |
| 2019        | Skylines                            | Dra. Mai                            |
| 2020        | Archive                             | Simone                              |
| 2022        | The other Me                        | Martha                              |
| 2023        | Prisoners of Paradise               | Betty                               |

## Entrevistas en televisión
- The Late Late Show with Craig Kilborn, el 30 de septiembre de 2004.
- Late Night with Conan O'Brien, el 17 de abril de 2004.
- The Sharon Osbourne Show, el 5 de enero de 2004.
- The Sharon Osbourne Show, el 19 de diciembre de 2003.
- The Big Breakfast, el 10 de agosto de 1997.

## Discografía

### Álbumes de estudio
- Come Alive (1998, producido por Dave Stewart).[5]
- Female Icon (1999, producido por Dave Stewart).[5]

### Sencillos
- "Getting Naked" (1997).[6]